# Junça e Naves
Junça e Naves (llamada oficialmente União das Freguesias de Junça e Naves) es una freguesia portuguesa del municipio de Almeida, distrito de Guarda.

## Historia
Fue creada el 28 de enero de 2013 en aplicación de una resolución de la Asamblea de la República de Portugal promulgada el 16 de enero de 2013 con la unión de las freguesias de Junça y Naves, pasando su sede a estar situada en la antigua freguesia de Junça.

## Demografía
| Gráfica de evolución demográfica de Junça e Naves entre 2011 y 2021 |
|                                                                     |
| Datos según el nomenclátor publicado por el INE portugués.          |